# Absalón Feinberg
Absalón Feinberg (en hebreo: אבשלום פיינברג‎, Guedera, 23 de octubre de 1889-Rafah, 20 de enero de 1917) fue uno de los líderes de Nili, una red judía de espionaje en el Imperio Otomano durante la Primera Guerra Mundial. En sus cartas, cuenta cómo fue testigo del genocidio armenio.
Nacido en el seno de una familia sionista de Palestina, estudió en una madraza de Jaffa y con 15 años consiguió una beca de la Alianza Israelita Universal con la que fue a estudiar a París. Regresó para trabajar en investigaciones agronómicas con Aaron Aaronsohn en Atlit, con él y con sus hermanos (Sarah Aaronsohn, Rivka, Álex, y Aarón) fundó Nili. En 1915 Feinberg viajó a Egipto para contactar con la División de Inteligencia Naval. A su vuelta a Palestina, los miembros de Nili se sincronizan por mar con los británicos desde la playa de Atlit.
Con la salida de Aharon Aharonson a Berlín, vía Constantinopla, Feinberg y Aharonson se perdieron de vista y el contacto entre las fuerzas británicas y Nili dependía solo de Feinberg. En enero de 1917, Avshalom Feinberg acompañado de Yossef Lishansky, ambos disfrazados de beduinos, atravesaron a pie el Sinaí para retomar el contacto con los británicos, y fueron atacados por beduinos en Rafah. Avshalom Feinberg fue asesinado y Lishansky herido consigue retomar el contacto con Aharon Ahronson en El Cairo.
La novela "Sabra" (2014) de Marcos Aguinis y Gustavo Perednik narra la vida de Absalón Feinberg.